# Joost Tholens
Joost J.H.J. Tholens (Amsterdam, 28 maart 1934) is een Nederlands fotograaf, producent en regisseur.

## Leven en werk
Joost Tholens is geboren als zoon van van architect Karel Petrus Tholens en Josephina Adriana Maria Verschure. Hij volgde het HBS-b onderwijs aan het Montessori Lyceum in Amsterdam en doorliep zijn militaire dienst bij de luchtmacht. In 1956 komt hij, als dertiende medewerker op 23-jarige leeftijd, bij de KRO te werken in de functie van assistent-productieleider waarbij hij ook als fotograaf wordt ingezet in de Bussumse televisiestudio’s.  
Van 1958 tot 1960 neemt hij onbetaald verlof en volgt hij een tweejarige regie- en filmopleiding in Engeland bij de BBC en de London Film School.
In 1960 na zijn terugkeer in Nederland wordt hij regisseur en redacteur van het kunstmagazine Kijk op kunst (KRO 1960-1968) van Jan Willem Hofstra. Andere door hem geproduceerde programma's zijn: De rechtbank, Ambassade, Arbeidsbureau, Geen kans voor Baader-Meinhof en Dreamgirls met Jef Rademakers 
Zijn programmaserie Mijl op zeven (KRO 1973-1975) is een voorloper van het latere Man bijt hond. Nummer 28, een wekelijkse KRO-serie in 1994 gaat over groep samenwonende jongeren in een huis in Amsterdam. De groep wordt dagelijks gefilmd, en is te vergelijken met het latere Big Brother programma.
Joost Tholens werkte niet alleen bij de KRO, maar was ook werkzaam bij IKON, NCRV, de HUMAN en het NIK. 
Naast het maken van programma's nam Tholens plaats in jury’s en gaf workshops aan de National Film and Television School en trainde cameramensen en redacties in Namibië.
Tholens is altijd blijven fotograferen, onder andere voor omroepbladen en tijdschriften en ook maakte hij grote fotoreizen naar ontwikkelingslanden voor non-profit organisaties als Miva en Cordaid Memisa. Dit fotomateriaal, is opgenomen in de collectie van het Katholiek Documentatie Centrum (KDC) van de Universiteit van Nijmegen.
Tholens was van 1958-1998 actief als regisseur, redacteur, documentairemaker en fotograaf. Zelf noemt hij zich overigens liever "fotograag". Sinds 1998 houdt Joost Tholens zich voornamelijk bezig met fotografie. Tot 2004 werkte hij analoog, daarna ging hij fotograferen met een digitale camera en werd de computer zijn hulpmiddel. Hij noemt zijn werk composieten of fotografiekjes. Het zijn abstracte en grafische fotocomposities. Joost beoefent met zijn fotocamera de Dutch angle techniek, een filmtechniek die vervreemding en desoriëntatie veroorzaken. Hij fotografeert details, dikwijls gezien in de architectuur, in de transportsector of in musea. De op deze manier gemaakte foto's, bewerkt hij door te spiegelen, te draaien, te vermenigvuldigen of dubbel te drukken. De ontstane werken, vallen onder conceptuele kunst, en zijn de bouwstenen van zijn verbeelding.

## Film, documentaire (selectie)

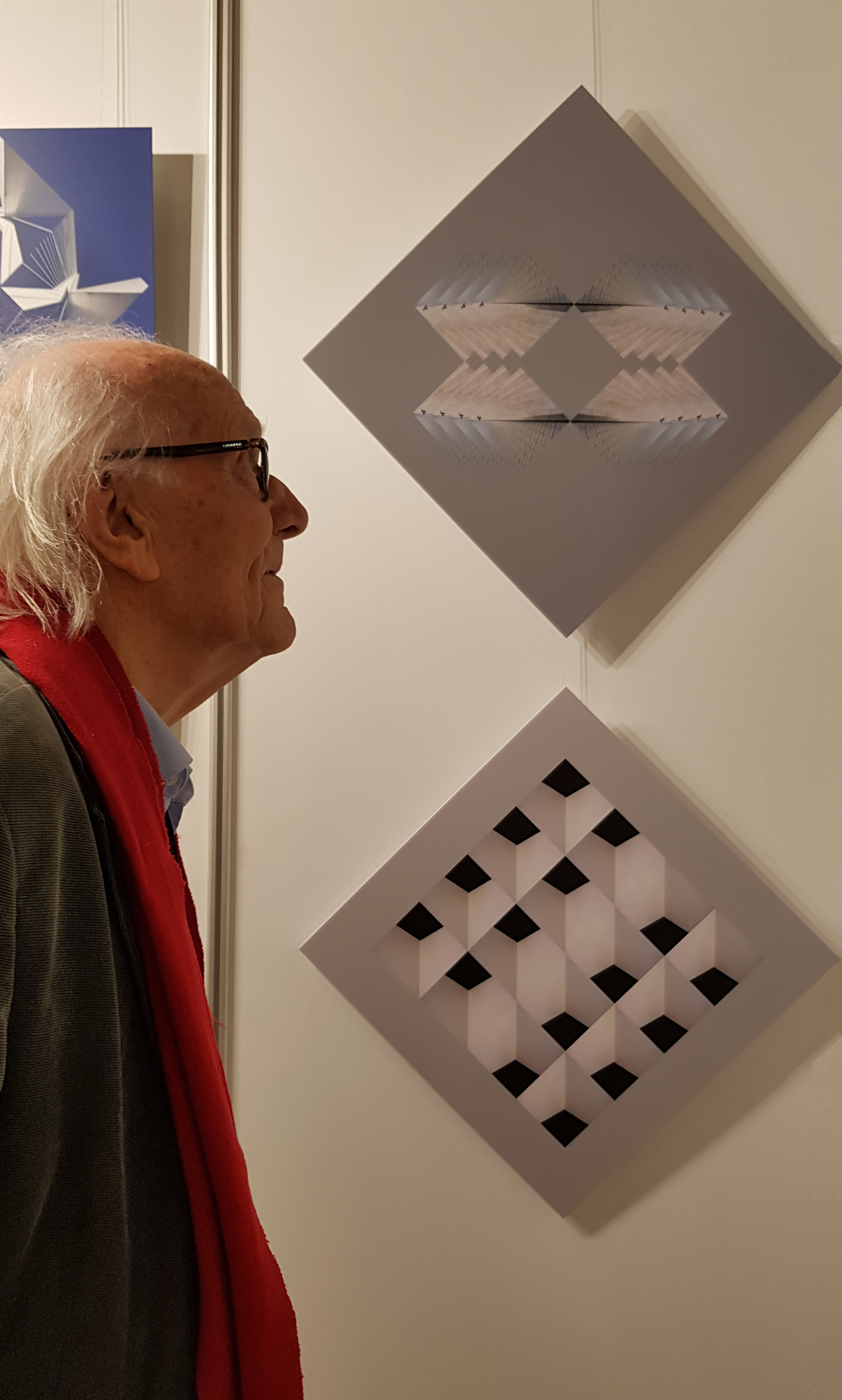

| Periode   | Titel                                        | Functie                 |
| --------- | -------------------------------------------- | ----------------------- |
| 1958      | Let op                                       | productie               |
| 1960      | Waar Gods wieg op zolder staat               | regisseur               |
| 1961-1967 | Kijk op kunst                                | regisseur               |
| 1962      | Brandpunt                                    | regisseur               |
| 1963      | Vijf eeuwen Prinsenhof                       | samensteller, regisseur |
| 1964      | Karnaval                                     | cameraman, regisseur    |
| 1966      | Huisje, boompje, beestje (KRO)               | regisseur               |
| 1967      | Jeugd en kunst                               | samensteller, regisseur |
| 1969      | Openbaar kunstbezit                          | regisseur               |
| 1969      | Gustav Heinemann en zijn moeilijke vaderland | samensteller            |
| 1970      | Kooplieden des doods                         | documentairemaker       |
| 1971      | Nieuw-Zeeland                                | documentairemaker       |
| 1972      | De winkel op de hoek                         | documentairemaker       |
| 1973      | Naar Lourdes in de bergen                    | redacteur               |
| 1974      | Geen kans voor Baader-Meinhof                | documentairemaker       |
| 1974-1976 | Mijl op zeven                                | regisseur               |
| 1977      | Spotje voor KRO-Mikro Gids                   | regisseur               |
| 1978      | Het arbeidsbureau                            | documentairemaker       |
| 1979      | Dag meneer pastoor                           | documentairemaker       |
| 1981      | Dreamgirls                                   | samensteller, regisseur |
| 1982      | Of geweld zal worden gebruikt                | regisseur               |
| 1982      | De omroep in Nederland (serietitel)          | regisseur               |
| 1983      | Ik woon in Hongarije                         | documentairemaker       |
| 1985      | De bevrijding van Den Bosch 1944             | redacteur               |
| 1986      | Biologie van populaties en gedrag            | regisseur               |
| 1987      | Zeker weten                                  | regisseur               |
| 1989      | Markant achterland                           | regisseur               |
| 1990      | Coornhert                                    | ducumentairemaker       |
| 1991      | Synagogen in Nederland                       | regisseur               |
| 1992      | Nummer 28                                    | regisseur               |
| 1993      | Langs het verleden van joods Amsterdam       | regisseur               |
| 1995      | Wij hebben als mens geleefd                  | regisseur               |
| 1997      | Obrechtsjoel                                 | regisseur               |

## Kunsttentoonstellingen, exposities (selectie)
- 2002 - SBK, (kunstuitleen) Amstelveen[6]
- 2003 - Mozes en Aäronkerk, Amsterdam
- 2004 - Grote Kerk, Edam
- 2005 - Salon 90, Enschede
- 2006 - AKN omroep, Hilversum
- 2007 - ABC Architectuurcentrum, Haarlem
- 2008 - Maastricht Art Promotion, Maastricht
- 2009 - EIPA, European Institute of Public Administration, Maastricht
- 2010 - Photographic Composites & the Play of Perception, Corretger galerie, Barcelona (SP)
- 2011 - “no photo” Domaine l’Adrienne Basse, Coulobres (Fr)
- 2012 - “Trappen & Passanten” Galerie W1F! Amsterdam
- 2013 - Subjektief, Presentatie van het boek: Fotografiek, Enschede
- 2014 - Constructions. Een OFF-GRID foto-expositie, Amsterdam
- 2015 - Fotografiek, Nachtcafé “De Koophandel” Amsterdam
- 2017 - Naarden-Off Festival, Naarden
- 2019 - Galerie Nine, Dutch Angle Fotografiek (solo), Amsterdam
- 2021 - Art Eindhoven, Eindhoven
- 2022 - KunstRAI – Amsterdam, “Fotografiek” contemporary art, Amsterdam
- 2024 - Art Eindhoven

## Prijzen
- 2018 - Winnaar portfolioreviews, Professional Imaging 2018. Focusmagazine[7]